# ورد طويل الثمار
ورد طويل الثمار (الاسم العلمي:Rosa dolichocarpa) هو نوع من النباتات يتبع جنس الورد من الفصيلة الوردية.